# Beverau
Die Beverau ist ein Stadtteil von Aachen, der nach dem Beverbach benannt ist, der ihn zum Stadtteil Forst abgrenzt.

## Lage
Heutzutage erstreckt sich der statistische Bezirk Beverau vom Aachener Stadtwald im Süden bis zur Herz-Jesu-Kirche im Norden sowie von Gillesbachtal und Monschauer Straße im Westen bis zum Beverbach im Osten auf einer Fläche von ca. 3,7 km².

## Geschichte
Der zum Stadtbezirk Aachen-Mitte gehörige Stadtteil hat seinen Ursprung in der Gründung der Gartenstadt Beverau/eingetragene Genossenschaft mit beschränkter Haftpflicht durch Aachener Bürger im Jahr 1911. Der Verein siedelte sich im seinerzeit noch unbebauten Hinterland des Frankenberger Viertels an. Die ersten Häuser, die auf Planungen der Aachener Architekten Ferdinand und Josef Heusch basierten, wurden im Jahr 1915 im Bereich der jetzigen Straße Auf Beverau bezogen.
Bis zum Jahr 1936, in dem die Genossenschaft wieder aufgelöst wurde, entstanden insgesamt 55 Ein- und Zweifamilienhäuser. In der Folge übernahm die Gemeinnützige Aktien-Gesellschaft für Angestellten-Heimstätten die Weiterentwicklung des Stadtteils.
In der Zeit nach dem Zweiten Weltkrieg entstanden im Rahmen der Marshallplan-Initiative unter anderem die 182 sogenannten Papageienhäuser – preiswert zu errichtende einfache Häuser auf kleinen Grundstücken. Bis in die 1990er-Jahre gab es für die in Aachen stationierten Soldatenfamilien der belgischen Streitkräfte in Deutschland eine kleine Wohnsiedlung, an die sich in den 1960er-Jahren ein Neubaugebiet rund um Gut Branderhof mit dem zentralen und für alle zugänglichem Gemeindezentrum St. Aposteln anschloss. 
Heute ist die Beverau ein insbesondere bei Familien beliebter Stadtbezirk ohne nennenswerte Gewerbeansiedlungen, jedoch mit einer guten Anbindung an das Stadtzentrum sowie die Gewerbegebiete im Aachener Umland. Größere Grünflächen wie die Wiesen im Gillesbachtal, der Nellessenpark mit fließendem Übergang zum Aachener Wald oder der Aachener Tierpark Euregiozoo bieten Möglichkeiten der Naherholung.

## Verkehr
Die AVV-Buslinien 10, 30 und 33 der ASEAG verbinden Beverau mit Aachen-Mitte, Burtscheid und Vaals.
| Linie | Verlauf |
| ----- | --- |
| 10    | Siegel – Burtscheid – Beverau – Forster Linde – Arlingtonstr. – Brand |
| 30    | (Vaals (NL) – Vaalserquartier (D) – Westfriedhof –) Ronheider Weg – Burtscheid – Beverau – Forst Adenauerallee – Fringsgraben – Hüls – ASEAG – Prager Ring (– Haaren) – Eulershof (– Alter Tivoli – Ehrenmal/Lousberg – Ponttor – Westbahnhof – Süsterau – Campus Melaten – Uniklinik) |
| 33    | Fuchserde – Beverau – Frankenberger Viertel – Theater – Elisenbrunnen – Aachen Bushof – Ponttor – Westbahnhof – Hörn – Campus Melaten – Uniklinik – Kullen – Vaalserquartier (D) – Vaals (NL)                                                                                          |